# مارهای علفی استرالیا
مارهای علفی استرالیا، مارهای علفی جنوب شرق استرالیا یا مارهای علفی جنوب شرق (نام علمی: Drysdalia) نام یک سرده از تیره کفچه‌ماران است.